# SN 2007if
SN 2007if – wybuch supernowej odkryty 16 sierpnia 2007 roku przez F. Yuana, pracownika Departamentu Fizyki University of Michigan oraz Roberta Quimby należącego do zespołu Texas Supernova Search. Supernowa ta została zaobserwowana w konstelacji Ryb. Ze względu na masę przodka SN 2007if została zaliczona do bardzo rzadkiej grupy supernowych typu Ia roboczo nazwanych "super-Chandrasekharami".
SN 2007if należy do tzw. typu Ia. Richard Scalzo pracujący w projekcie Nearby Supernova Factory zmierzył masę białego karła, którego eksplozja spowodowała wybuch SN 2007if i stwierdził, że jego masa przekroczyła granicę Chandrasekhara. Naukowcy odkryli również, że ta niezwykle jasna supernowa posiadała nie tylko masę centralną, ale także dwie poprzednio odrzucone w trakcie eksplozji powłoki materii. Odkrycie to może pozwolić na zbudowanie modelu struktury obiektu i doprowadzić do zrozumienia procesów zachodzących w tych rzadkich supernowych.
Korzystając z obserwacji prowadzonych przy użyciu teleskopów w Chile, na Hawajach i w Kalifornii zespół zmierzył masę centralnej gwiazdy, oraz osobno, obu otaczających ją powłok. Dostarczono w ten sposób jednoznacznych dowodów, że układ ten rzeczywiście przekroczył granicę Chandrasekhara. Udowodniono, że gwiazda-przodek miała masę rzędu 2,1 masy Słońca (z dokładnością ± 10%) czyli znacznie powyżej wartości granicznej dla supernowych typu Ia. Zmierzenie masy poszczególnych komponentów tego układu pozwala naukowcom podjąć próbę wyjaśnienia procesu ewolucji systemu, który obecnie nie jest znany.
Richard Scalzo uważa, że SN 2007if wybuchła prawdopodobnie w wyniku zlania się dwóch białych karłów. Badania pozostałych supernowych o masach przodków przekraczających granicę Chandrasekhara pozwolą sprawdzić, czy w ich przypadku również doszło do połączenia dwóch białych karłów. Równocześnie prowadzone są badania teoretyczne, czy możliwe jest istnienie białych karłów o masach przekraczających granicę Chandrasekhara.
SN 2007if jest jedną z czterech supernowych odkytych od 2003 roku które były na tyle jasne, że kosmolodzy zaczęli podejrzewać, że białe karły z których powstały musiały przekroczyć granicę Chandrasekhara. Roboczo supernowe te nazwano "super-Chandrasekhara".